# Kommutativgesetz

Eine Verknüpfung ist kommutativ, wenn stets gilt. In dieser Abbildung wird die Vorstellung einer Operation als Maschine genutzt, die aus zwei Eingaben ein Ergebnis macht. Wenn die Verknüpfung kommutativ ist, dann ist es egal, in welcher Reihenfolge die Eingaben und auftreten – das Ergebnis ist dasselbe wie.

Das Kommutativgesetz (lateinisch commutare ‚vertauschen‘), auf Deutsch Vertauschungsgesetz, ist eine Regel aus der Mathematik. Wenn sie gilt, können die Argumente einer Operation vertauscht werden, ohne dass sich das Ergebnis verändert. Mathematische Operationen, die dem Kommutativgesetz unterliegen, nennt man kommutativ.
Das Kommutativgesetz bildet mit dem Assoziativgesetz und dem Distributivgesetz grundlegende Regeln der Algebra.

## Formale Definition
Es seien {\displaystyle A} und {\displaystyle X} Mengen. Eine binäre Verknüpfung {\displaystyle *\colon A\times A\to X,\;(a,b)\mapsto a*b} heißt kommutativ, wenn für alle {\displaystyle a,b\in A} die Gleichheit {\displaystyle a*b=b*a} gilt.

## Beispiele und Gegenbeispiele

Die Vektoraddition ist kommutativ, weil ist.

### Reelle Zahlen
Für reelle Zahlen {\displaystyle a,b\in \mathbb {R} } gilt stets
{\displaystyle a+b=b+a}
und
{\displaystyle a\cdot b=b\cdot a},

Die Addition natürlicher Zahlen ist kommutativ.

die Operationen Addition und Multiplikation sind also kommutativ. Die erste Formel wird auch Kommutativgesetz der Addition, die zweite Kommutativgesetz der Multiplikation genannt. Die Subtraktion und die Division reeller Zahlen sind dagegen keine kommutativen Operationen. Auch die Potenzierung ist nicht kommutativ ({\displaystyle 2^{3}\neq 3^{2}} ist ein Gegenbeispiel).
Die älteste überlieferte Form des Kommutativgesetzes der Addition ist die sumerische Fabel vom klugen Wolf und den neun dummen Wölfen.

### Skalarprodukte
- Das Skalarprodukt in einem reellen Vektorraum ist kommutativ, es gilt also stets {\displaystyle \langle a,b\rangle =\langle b,a\rangle }.
- Das Skalarprodukt in einem komplexen Vektorraum ist dagegen nicht kommutativ, es gilt vielmehr {\displaystyle \langle a,b\rangle ={\overline {\langle b,a\rangle }}}, wobei der Überstrich die komplexe Konjugation bezeichnet.

### Mengenoperation
In der Mengenlehre sind die Vereinigung und der Schnitt kommutative Operationen; für Mengen {\displaystyle A,B} gilt also stets:
{\displaystyle A\cup B=B\cup A} (Vereinigung)
{\displaystyle A\cap B=B\cap A} (Schnitt)
Dagegen ist die Differenz nicht kommutativ. {\displaystyle A\setminus B} und {\displaystyle B\setminus A} sind also manchmal verschiedene Mengen, z. B. für {\displaystyle A=\{1,2\}} und {\displaystyle B=\{2\}}, denn dann wäre {\displaystyle A\setminus B=\{1\}} und {\displaystyle B\setminus A=\emptyset }.

### Matrizenrechnung
Die Addition von Matrizen über einem Ring oder Körper ist kommutativ. Die Matrizenmultiplikation ist dagegen nicht kommutativ: Die Faktoren sind zwar manchmal, aber nicht immer vertauschbar.
Ebenfalls kommutativ sind die Multiplikation von Matrizen mit Skalaren und die Matrizenmultiplikation im Unterring der Diagonalmatrizen.

### Gruppentheorie
Allgemein nennt man eine Gruppe, bei der die Verknüpfung von Gruppenelementen kommutativ ist, abelsch.

### Aussagenlogik
In der Aussagenlogik gilt für die Junktoren:
- {\displaystyle \vee } („oder“) ist kommutativ.
- {\displaystyle \land } („und“) ist kommutativ.
- {\displaystyle \leftrightarrow } („logische Äquivalenz“) ist kommutativ.
- {\displaystyle \rightarrow } („wenn …, dann …“; siehe Implikation) ist nicht kommutativ.

### Weitere Beispiele
Weitere Beispiele für nichtkommutative Operationen sind das Kreuzprodukt in Vektorräumen oder die Multiplikation von Quaternionen.
Kommutativität ist außerdem eine wichtige Grundeigenschaft in der Quantenmechanik, das Kommutieren zweier Observablen bedeutet physikalisch deren gleichzeitige genaue Messbarkeit. Nicht alle Observablen kommutieren.

## Antikommutativität

Das Kreuzprodukt ist antikommutativ (hier ein Rechtssystem)

In einigen Strukturen mit zwei Operationen, beispielsweise beim Kreuzprodukt {\displaystyle \times } in Vektorräumen, gilt nicht das Kommutativgesetz, sondern stattdessen eine Art Gegensatz davon:
{\displaystyle a\times b=-(b\times a)}.
Allgemeiner erfüllt das Produkt auf einer Lie-Algebra, das als {\displaystyle [a,b]} geschrieben wird, die Antikommutativität.